# Profundal
Profundal je dio bentala ili zone dna u jezerima.
U plićim jezerima ga nema, a obuhvaća područje ispod 180 m dubine. Temperatura u profundalu je stalna, a tlak vode je visok.